# Paulina Schwitzgebel
Paulina Schwitzgebel, Geburtsname Paulina Kurz (* 6. April 1889 in Hütschenhausen; † 3. Juli 1963) war eine deutsche Funktionärin der NS-Frauenschaft zwischen 1923 und dem Ende des Zweiten Weltkriegs.

## Leben
Paulina Kurz war die Tochter eines Kaufmanns und evangelisch. Sie heiratete Heiligabend 1920 Fritz Schwitzgebel, der später NSDAP-Oberbürgermeister von Saarbrücken wurde. Das Paar adoptierte einen Sohn und Paulina Schwitzgebel arbeitete in ihrem erlernten Beruf als Handarbeitslehrerin. Von 1925 bis 1935 wohnten sie in Zweibrücken.
Der NSDAP trat sie 1923 bei. Im Herbst 1923 wurde sie Führerin der NS-Frauenschaft in der Pfalz (Bayern). Dieses Amt behielt sie bis 1932 und war anschließend vom Februar 1934 bis zum 1. Mai 1935, als ihr Mann als  Oberregierungsrat in der Schulabteilung nach Saarbrücken versetzt wurde, Gauamtsleiterin der NS-Frauenschaft Pfalz. Später war sie als Kreisrednerin der NS-Frauenschaft in Saarbrücken aktiv. Ab dem 10. Juli 1934 war sie Mitglied des Kreisausschusses des Roten Kreuzes der Pfalz.
Die Gau-Frauenschaftsleiterinnen arbeiteten eng mit den Gauleitern zusammen. Pauline Schwitzgebel war gut bekannt mit Josef Bürckel seit den Anfängen der NSDAP. Während der Entnazifizierung bestätigte Pauline Schwitzgebel, dass sie von dem Holocaust gewusst hatte. Sie wurde als „Belastete“ eingestuft.
Sie starb 1963 sechs Jahre nach ihrem Mann.